# El jardín de las delicias
El jardín de las delicias (en neerlandés: De tuin der lusten) es el nombre contemporáneo con el que se conoce a una de las obras más conocidas del pintor neerlandés Jheronimus Bosch, más conocido en español como El Bosco. Se trata de un tríptico pintado al óleo sobre tabla de 220 × 389 cm, compuesto de una tabla central de 220 cm × 195 cm y dos laterales de 220 cm × 97 cm cada una (pintadas en sus dos lados) que se pueden cerrar sobre dicha tabla central.
Es una obra de contenido simbólico, sobre el que se han ofrecido variadas interpretaciones, como El carro de heno o la Mesa de los pecados capitales, algunas de las nueve obras que llegó a adquirir el rey Felipe II de España, gran admirador del pintor, y guardadas durante algún tiempo en el Monasterio de El Escorial. Obedece a una intención moralizante y satírica que iba a hacer fortuna ya en su época, como demuestra la temprana aparición de copistas e imitadores. 
Considerada como una de las obras más fascinantes, misteriosas y atrayentes de la historia del arte, el cuadro forma parte de los fondos de exposición permanente del Museo del Prado de Madrid, donde ingresó como depósito del Patrimonio Nacional en 1939.

## Historia
El jardín de las delicias no obtuvo un reconocimiento inmediato en su época. Durante el Renacimiento, las obras de arte de este tipo, con sus representaciones fantásticas y complejas, no eran siempre comprendidas o apreciadas en su totalidad. Como el resto de las obras del Bosco, carece de datación unánime entre los especialistas, siendo una de aquellas en las que más enfrentadas están las posiciones. Mientras unos la consideran juvenil, otros dicen que es obra de madurez. Baldass y otros, la sitúan en la época juvenil del Bosco (1485). Cinotti, la sitúa en torno al año 1503. Otras fuentes hablan de hacia 1510. Tolnay y Larsen, la emplaza al final de la actividad del Bosco (1514-1515). Los análisis dendrocronológicos del roble de las tablas lo datan entre 1460 y 1466, dando así un terminus post quem para la realización de la obra. En el catálogo de la exposición sobre el artista, celebrada en Róterdam en el año 2001, se señala la fecha entre 1480 y 1490. En la guía de visita editada por el Museo del Prado se señalan las fechas 1490-1500.
A partir de Gibson y hasta la actualidad (Hans Belting, 2002), se ha conjeturado que se realizó para Enrique III de Nassau-Breda. Los primeros poseedores de la obra fueron, pues, los miembros de la casa de Nassau, en cuyo palacio de Bruselas pudo ver el cuadro el primer biógrafo del Bosco, Antonio de Beatis, personaje que viajaba en el séquito del cardenal Luis de Aragón, en el año 1517. Su descripción no deja lugar a dudas de que se encuentra frente al famoso tríptico: «Después hay algunas tablas con diversas bizarrías, donde se imitan mares, cielos, bosques y campos y muchas otras cosas; unos que salen de una concha marina, otros que defecan grullas, hombres y mujeres, blancos y negros en actos y maneras diferentes, pájaros, animales de todas clases y realizados con mucho naturalismo, cosas tan placenteras y fantásticas que en modo alguno se podrían describir a aquellos que no las hayan visto».
La obra fue heredada por su hijo René de Châlon y después por el sobrino de Enrique, Guillermo de Orange, líder de la rebelión holandesa contra la corona de los Habsburgo. Fue confiscada durante la guerra de Flandes por el duque de Alba, incluyéndose en el inventario redactado con tal motivo el 20 de enero de 1568. El duque dejó los cuadros a don Fernando, su hijo natural y prior de la orden de San Juan.
Felipe II adquirió el tríptico en la almoneda de los bienes de don Fernando y se envió al monasterio de El Escorial el 8 de julio de 1593, convirtiéndose de esta manera en la pintura más famosa de la colección del Bosco que Felipe II reunió en El Escorial.
Como sucede con todas las pinturas antiguas, el título con el que se la conoce es moderno. El inventario de la entrega a El Escorial de 1593 la describe como «Una pintura en tabla al óleo, con dos puertas, de la bariedad (sic) del mundo, cifrada con diversos disparates de Hieronimo Bosco, que llaman Del Madroño». Fray José de Sigüenza, en su historia de la Fundación del Monasterio de El Escorial, ofreció una amplia descripción e interpretación de «La otra tabla de la gloria vana y breve gusto de la fresa o madroño, y su olorcillo, que apenas se siente, cuando ya es pasado, es la cosa más ingeniosa y de mayor artificio que se pueda imaginar». Posteriormente, se cita en el inventario de 1700 como una pintura «de la creación del mundo». Vicente Poleró, que en 1857 publicó un Catálogo de los cuadros del Real Monasterio de San Lorenzo llamado del Escorial, lo llama De los deleites carnales. De ahí arranca su actual denominación como Jardín de las delicias o De las delicias terrenales. Fue trasladado al Museo del Prado en 1939 al final de la guerra civil española para su restauración, pues ya Antonio Ponz decía en 1777 que se encontraba bastante maltratada, y desde entonces no ha vuelto al monasterio.

## Descripción de la obra

### Tríptico cerrado

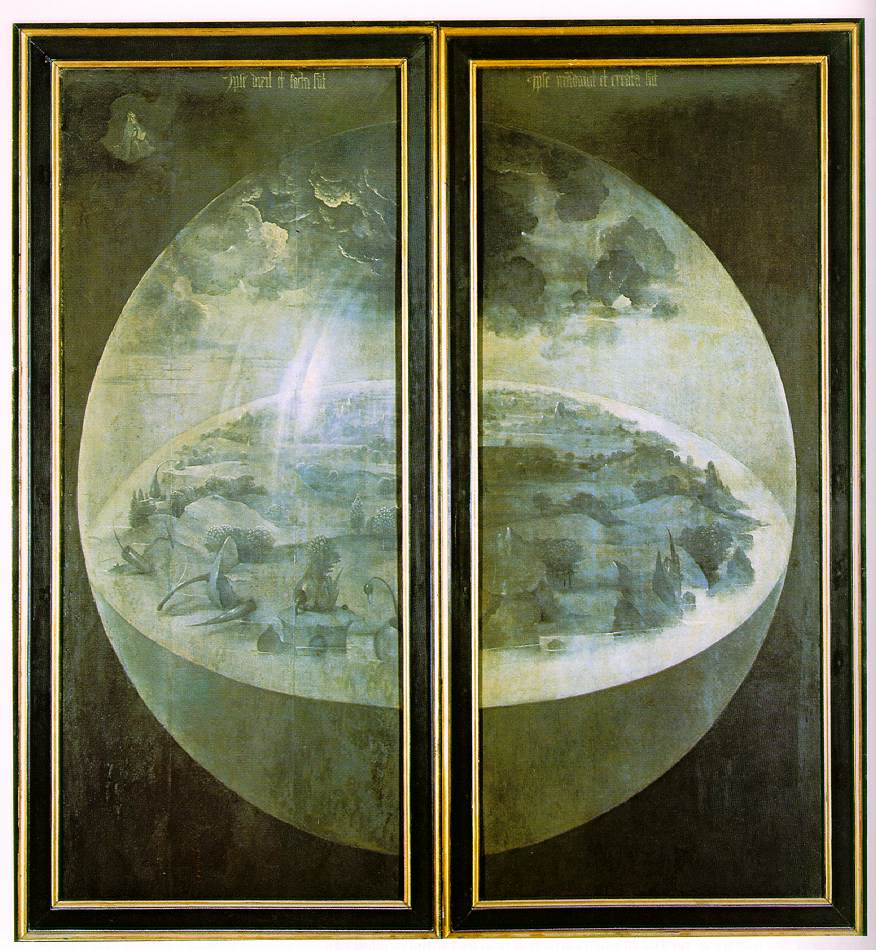
El tríptico cerrado: La Creación del mundo, óleo sobre tabla, 220 cm x 195 cm.

El cuadro cuando está cerrado en su parte exterior alude al tercer día de la creación del mundo. Se representa un globo terráqueo, con la Tierra dentro de una esfera transparente, símbolo, de la fragilidad del universo. Solo hay formas vegetales y minerales, no hay animales ni personas. Está pintado en tonos grises, blanco y negro, lo que se corresponde a un mundo sin el Sol ni la Luna, aunque también es una forma de conseguir un dramático contraste con el colorido interior, entre un mundo antes del ser humano y otro, poblado por infinidad de seres (Belting).
Tradicionalmente, la imagen que muestra el tríptico cerrado se ha interpretado como el tercer día de la creación. El número tres se considera un número completo, perfecto, ya que en sí mismo encierra el principio y el fin. Y aquí, al cerrarse, se transforma en el número uno, en el círculo: de nuevo nos permite vislumbrar la perfección absoluta y, quizás, a la trinidad divina. En la esquina superior izquierda, aparece una pequeña imagen de Dios, con una tiara y la Biblia sobre las rodillas, que emana un rayo de luz de su boca que al chocar con la Tierra produce un destello. En la parte superior del panel izquierdo, se puede leer la frase, extraída del salmo 33, IPSE DIXIT ET FACTA S(U)NT, que significa «él mismo lo dijo, y todo fue hecho», mientras que en la parte superior del panel derecho, se lee IPSE MAN(N)DAVIT ET CREATA S(U)NT, frase tomada del salmo 148, que se traduce como «él mismo lo ordenó, y todo fue creado». Otros interpretan que pudiera representar la Tierra tras el Diluvio Universal.[cita requerida]

### El tríptico abierto
Al abrirse, el tríptico presenta, en el panel izquierdo, una imagen del paraíso donde se representa el último día de la creación, con Adán y Eva. En el panel central se representa la locura desatada: la lujuria. En esta tabla central aparece el acto sexual y es donde se descubren todo tipo de placeres carnales, que son la prueba de que el ser humano había perdido la gracia. Por último, tenemos la tabla de la derecha donde se representa la condena en el infierno; en ella el pintor nos muestra un escenario apocalíptico y cruel en el que el ser humano es condenado por su pecado.
La estructura de la obra, en sí, también cuenta con un encuadre simbólico: al abrirse, realmente se cierra simbólicamente, porque en su contenido está el principio y el fin humano. El principio en la primera tabla, que representa el Génesis y el Paraíso, y el fin en la tercera, que representa el Infierno.

### Panel izquierdo:El jardín del Edén

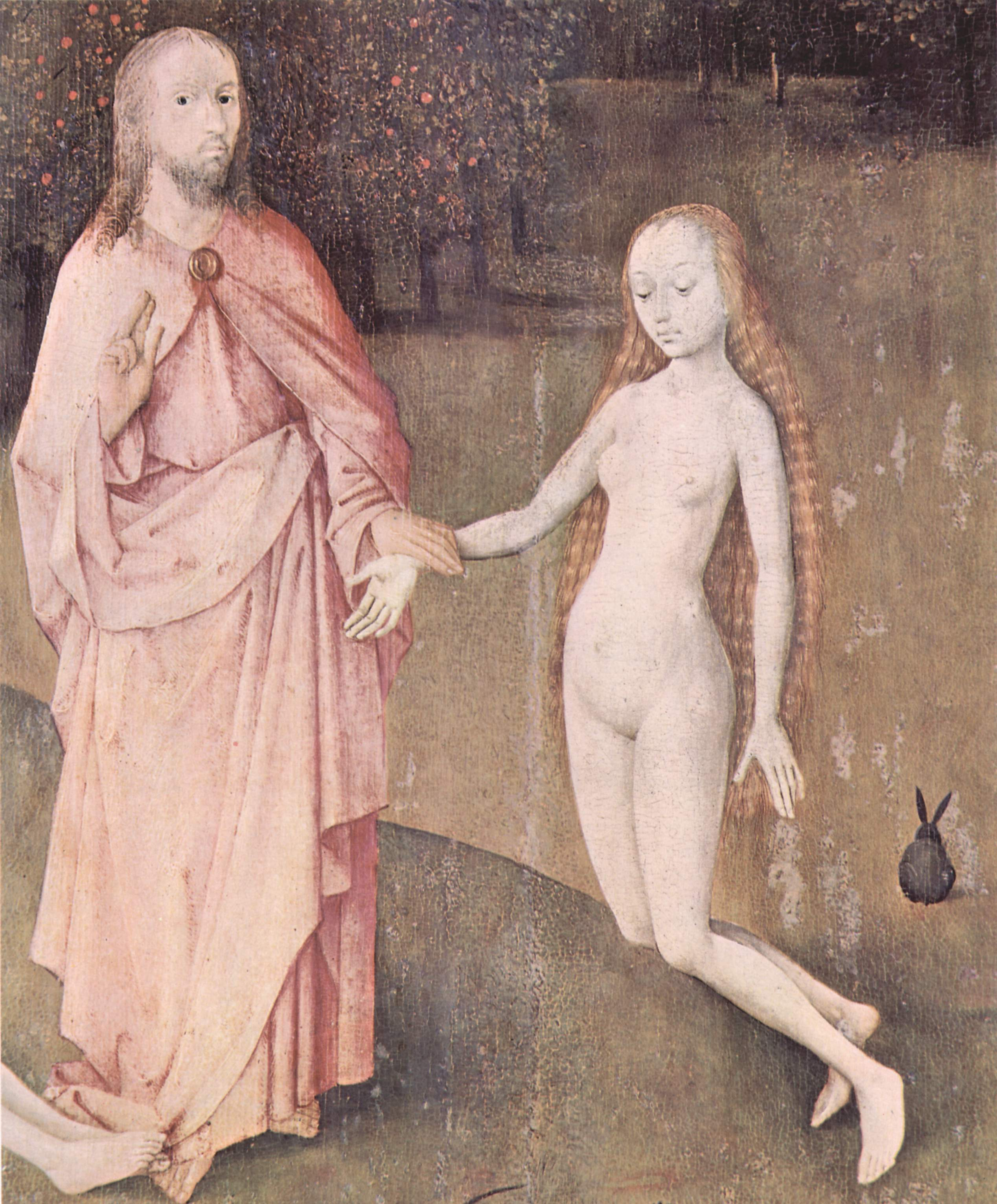
Detalle del Jardín del Edén, Dios y Eva.

El postigo de la izquierda representa el paraíso terrenal. Mide 220 centímetros de alto por 97,5 cm de ancho. Al fondo, puede verse la Fuente de la Vida. En primer plano hay una escena del todo atípica, ya que no representa ni la creación de Eva de la costilla de Adán, ni el modo de comportarse en el jardín, ni la reconvención que sigue a la expulsión del paraíso (los únicos temas relatados en el Génesis en relación con este episodio). En esta curiosa y original escena aparecen Dios, Eva y Adán. Adán está despierto, lo que sólo aparece en miniaturas, y Dios le está presentando a Eva, recién creada. Dios está representado de una manera anticuada para los tiempos del Bosco: como Jesucristo. Eva se encuentra arrodillada en el suelo y Dios la sujeta por la muñeca. Adán, semitumbado, mira a su futura pareja. Junto al primer hombre y la primera mujer aparece el árbol de la vida (un exótico drago) y, en un segundo plano, a la derecha, el árbol del conocimiento del bien y del mal (una palmera), donde se enrolla la serpiente tentadora. Dado que en el siguiente panel se representa un mundo lujurioso, se ha interpretado esta tabla como el preludio de lo que después acontecerá.
En lo que a primera vista parece el típico Edén, asociado a la idea de paz y sosiego, con poco que observemos, ese idílico escenario se ve truncado. Varios signos de hostigamiento irrumpen, los animales se enfrentan unos a otros: un león derriba a un ciervo y se dispone a comerlo, mientras que un extraño ser bípedo es perseguido por un jabalí. En el estanque, las disputas entre los animales vuelven a reanudarse: un ocelote lleva en la boca un ratón y un ave híbrida se traga una rana. Son señales ajenas a la paz paradisíaca que suelen interpretarse como aviso de pecado.
- El pecado femenino se personifica en los bichejos que se arrastran por la tierra (insectos y reptiles) o nadan por el agua (anfibios y peces), ya que, de los cuatro elementos (tierra, agua, fuego y aire), la tierra y el agua eran consideradas esencias pasivas llenas de fecundidad que, como la mujer, reciben la semilla.
- El pecado masculino se representa por las alimañas que vuelan (insectos voladores, aves, murciélagos, etcétera), ya que el aire es considerado un elemento activo, asociado al fuego y opuesto a la tierra, por lo tanto, masculino.

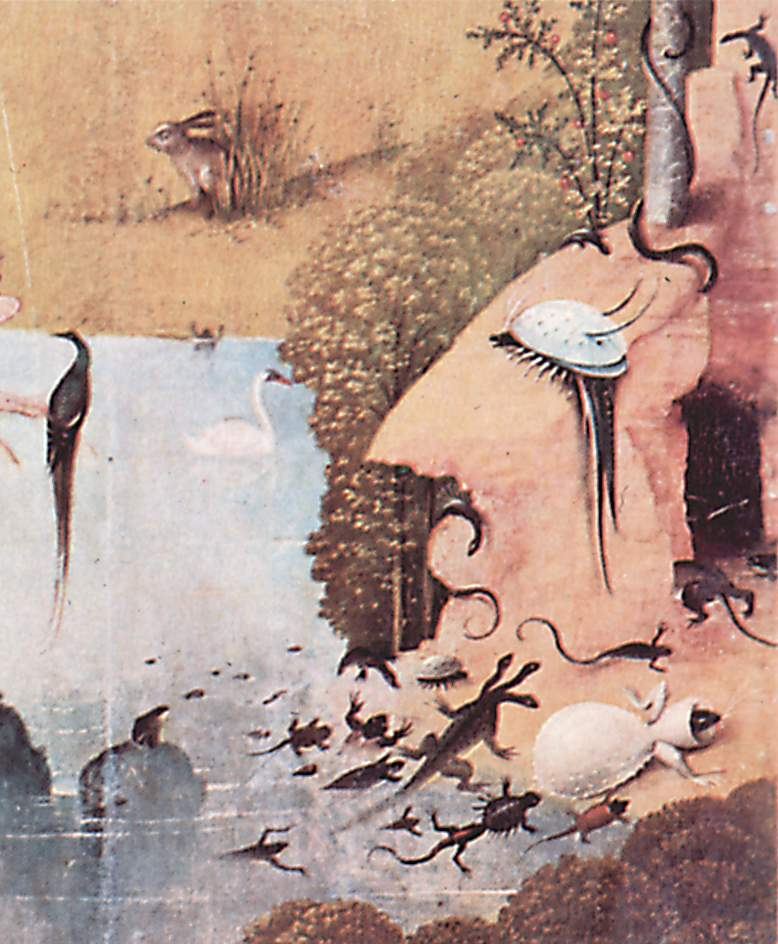
Roca antropomorfa.

- El demonio está escondido en los estanques y las rocas que son, para el Bosco, la guarida de los espíritus malignos. Por ejemplo, en la fuente de la vida, vemos una estructura entre mineral y orgánica, con un orificio por el que asoma una lechuza, símbolo de la herejía y la malicia, que también aparece en El carro de heno. Cabe la posibilidad de que este elemento arquitectónico, similar a una flecha de una catedral, en el centro del cuadro, sea un símbolo fálico, prefacio de los placeres de la carne de la tabla central.[5] A su derecha, se aprecia una roca cuya forma es el rostro oculto del Diablo, del que surge la serpiente que se enrosca al árbol de la fruta prohibida. Los extraños contornos de esos montes rocosos del fondo, indican una posible perturbación de la pacífica convivencia.[5]

Aparecen en la obra animales reales, pero en extremo exóticos en la época del Bosco, como jirafas, elefantes, leones y leopardos, siendo África prácticamente desconocida en Europa. El autor, sólo pudo tener referencia de esas bestias a través de los bestiarios mitológicos medievales (a los que sin duda superó con creces) y los dibujos que comenzaban a circular gracias a la imprenta, sobre todo los que tenían a Egipto como tema principal.
La obra presenta un intenso y variado cromatismo. Predominan los verdes y el azul intenso del fondo, que contrastan con el manto rojo de Dios y la blancura de los cuerpos de Adán y Eva.

### Panel central:El jardín de las delicias

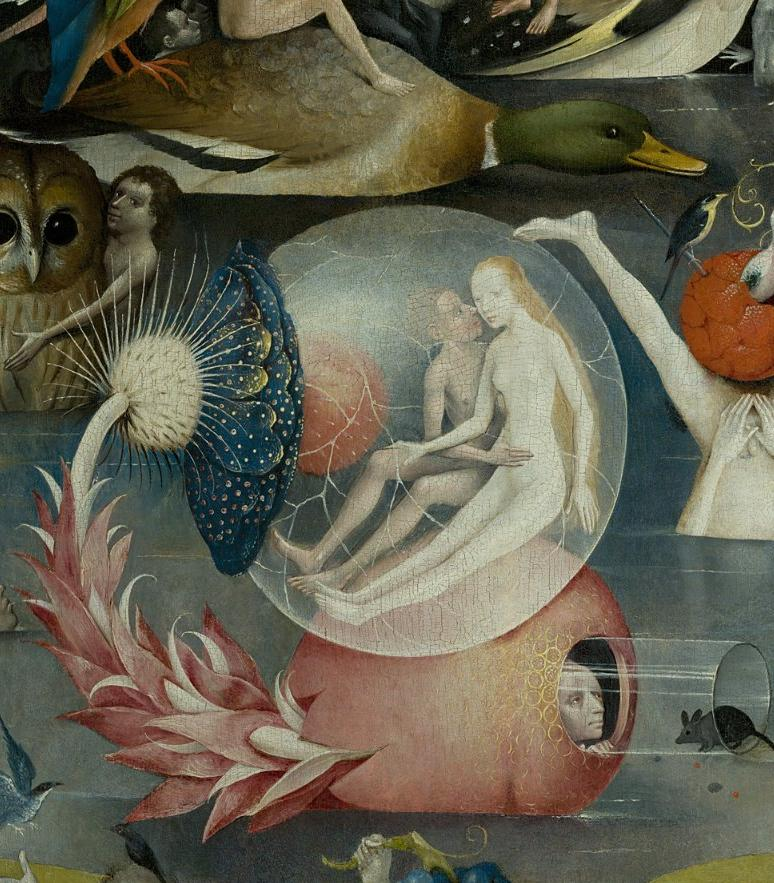
Detalle.

La tabla central es el Jardín de las delicias, propiamente dicho; mide 220 cm de alto por 195 de ancho. Un falso paraíso en el que la humanidad ya ha sucumbido en pleno al pecado, en especial a la lujuria, y se dirige a su perdición. Decenas de símbolos diferentes, cuyas claves solo pueden sospecharse, pueblan este espacio opresivo y angustioso en el que la locura se ha apoderado del mundo. Aparecen tanto hombres como mujeres: blancos y negros, desnudos. Se muestran todo tipo de relaciones sexuales y escenas eróticas, principalmente heterosexuales, pero también homosexuales y onanistas. Además, aparecen también relaciones eróticas y sexuales entre animales, e incluso entre plantas.
- La parte inferior de la tabla está dominada por numerosos desnudos, en grupos o en parejas, junto con extrañas plantas, minerales y conchas o comiendo grandes frutos.[4] Todas las frutas, (cerezas, frambuesas, fresas, uvas, madroños, etc.), son una clara alusión a los placeres sexuales. En la Edad Media, la expresión «coger fruta» equivalía a tener comercio carnal. Pero, al mismo tiempo, las frutas simbolizan la fugacidad de dicho placer, pues pasan en unos días de la frescura a la putrefacción.
- Sobre todo a la izquierda hay pájaros de grandes proporciones. Estas aves, como el petirrojo son también símbolos eróticos, en concreto de la lascivia.
- Las extrañas estructuras que aprisionan y oprimen a los personajes, a veces son como pompas y otras como ostras y conchas, cuya función, es dar a conocer de forma indirecta que el pecado se apodera del ser humano, lo corrompe y atrapa para siempre. Muchas de estas estructuras recuerdan a alambiques o matraces, lo que hace que algunos historiadores consideren que muy probablemente, los significados intrínsecos de la obra se hallen vinculados al mundo de la alquimia.[12]
- Los estanques no son limpios, sino focos de concupiscencia, fuente y origen de todos los males que refleja la pintura; de hecho, en aquella época, referirse al baño podía aludir a Venus y, por lo tanto, al amor carnal. En el centro de la tabla aparece un estanque, cuya forma circular queda subrayada por un cortejo de jinetes, compuesto casi exclusivamente por hombres desnudos,[5] montados en animales variados, reales o fantásticos: leopardos, panteras, leones, osos, unicornios, ciervos, asnos, grifones, etcétera, tomados de los bestiarios medievales.[4] Se ha interpretado la aparición de esos animales como símbolos de la lujuria. El estanque podría representar la fuente de la eterna juventud, un motivo muy extendido en la pintura del siglo XVI, o quizá sean las aguas en las que los hombres bañan sus pecados.[5] También se le ha considerado que podría ser el «estanque del adulterio», en el que, mientras los hombres cabalgan en círculo alrededor, las mujeres se bañan, y llevan tocados de cuervos (incredulidad) pavos (símbolo de vanidad), ibis y otros. Detrás hay un estanque en el que flota un enorme globo gris azulado, utilizado para realizar acrobacias lascivas por parte de los personajes lujuriosos,[12] y hay un río dividido en cuatro ramales. Sería el «laberinto de la voluptuosidad, con el estanque en el que flota el enorme globo gris azulado de la "fuente del adulterio"»; a sus cuatro lados, unas extrañas colinas-torres, excéntricas construcciones vegetales y minerales. Los cuatro ramales en los que se divide la corriente serían los cuatro ríos del paraíso terrenal.[4]
- Chocan las extraordinarias dimensiones de los animales (peces y mejillones incluidos) y las plantas, que llegan incluso a sobrepasar la estatura de los hombres. Es la idea del mundo al revés, muy presente en el lenguaje iconográfico y literario de la época (La nave de los necios de Sebastian Brandt o el Elogio de la locura, de Erasmo, que debió de escribirse en 1508 son muestras de ello). Hay una obsesión por presentar animales y personas en posiciones invertidas: uno de ellos aparece con la cabeza y el torso sumergidos en el agua mientras que abre las piernas en forma de Y. Junto a las construcciones fantásticas de la parte superior de la tabla, dos hombres transportan un oso en un palo cuyo cuerpo cuelga hacia arriba, desafiando la ley de la gravedad. Todas estas escenas muestran que nos encontramos ante un falso paraíso en el que todo lo que en él se representa no es lo que parece.
- Otro elemento clave de la tabla es la indiferenciación sexual. Apenas distinguimos a los hombres de las mujeres. Los únicos signos de diferenciación entre los dos sexos son los pechos femeninos (nunca demasiado voluptuosos) y los genitales masculinos. Podría ser que el Bosco buscara así querer mostrar que toda la humanidad estaba implicada en el pecado.

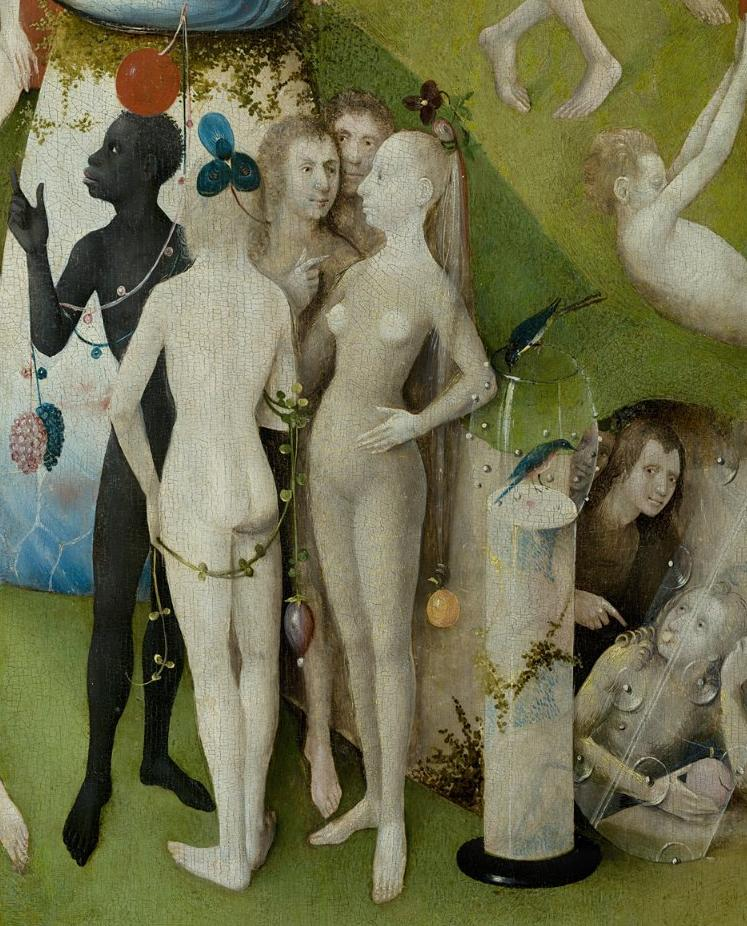
Eva escondida en una cueva y señalada por Juan el Bautista como culpable.

- En la parte inferior de la tabla, se pueden apreciar otros dos elementos simbólicos donde concurren varios personajes. Uno de ellos, el único  que aparece vestido en todo el cuadro, mira claramente hacia afuera estableciendo una complicidad con el espectador. Señala a una mujer tumbada que parece ser Eva. Detrás del hombre vestido, irrumpe un tercer personaje. Acerca de quién es el hombre vestido hay varias teorías. Bax, por ejemplo, lo identifica con Adán, mientras que el hombre que aparece por detrás saliendo de una cueva sería Noé, anunciando una nueva era tras el diluvio. Mateo tiene otra teoría que presupone que el varón pertrechado es Juan Bautista, que siempre se representa con una piel deshilachada y señalando siempre algo, el Cordero normalmente. Aquí, sin embargo, el Bosco nos sorprendería una vez más. El Bautista no aparece señalando al que quita los pecados del mundo (el Cordero) sino a Eva. La cueva por la que irrumpe San Juan, sería el símbolo de entrada en el limbo, tal como se describe en el evangelio apócrifo según Nicodemo. San Juan encarnaría de esta forma el gozne entre el mundo anterior al pecado y el mundo terrenal. Por otro lado, hay otra obra interesante de San Agustín, Comentario al Génesis contra los maniqueos, en la que el célebre autor señala que la muerte está fijada en la túnica de pieles: «Ellos se habrían cubierto de hojas y Dios les entregó túnicas de pieles, los cubrió con la mortalidad de esta vida». Este significado es el que hace pensar a los estudiosos que debajo de esa túnica se encuentra la pareja original. Desde la cueva se convierten en testigos de lo que sobrevino al mundo por su culpa. Además, en la esquina inferior izquierda, hay un grupo de hombres que están señalando hacia la tabla anterior, en especial a Eva, lo que se ha interpretado como una clara acusación a la mujer como responsable de haber sucumbido a la tentación de la serpiente. La misoginia en la época en la que el Bosco pinta el Jardín de las delicias es de sobra conocida. Erasmo hablaba de la necedad de la mujer, señalando que ésta sólo servía para procurar placer al hombre, el cual también rozaba la necedad cuando la buscaba.

Esta es la interpretación tradicional del panel central. No obstante, ha habido otras que se apartan de la misma, teniendo en cuenta que el Bosco realmente no condena lo que se está viendo en este panel, al contrario, parece un mundo positivo, altamente «deseable». Se representa un universo de felicidad, sin dolor, enfermedad ni muerte. No se representa el paso del tiempo (no hay niños ni ancianos), tampoco se ve a nadie trabajando para ganarse el sustento con el sudor de su frente. Se describe a una humanidad diversa, que se alimenta de los frutos de la tierra y se organiza en estructuras naturales. Por ello, Wilhelm Fraenger creyó ver en la obra una ilustración de las concepciones religiosas de la secta herética de los adamitas, tesis que hoy no goza de aceptación. Paul Vandenbroeck (2001) ha defendido que aquí se representa la Montaña de Venus (el Grial), conocida a fines del periodo medieval como el «falso paraíso», si bien como las tesis tradicionales, entiende que es «pecador y demoníaco». Juan Antonio Ramírez defiende, en cambio, que lo que se está representando realmente, dado que hay una continuidad del paisaje en relación con la tabla de la izquierda, es una ilustración del Génesis. Se estaría describiendo el paraíso terrenal, según el Génesis:

Y había Jehová Dios hecho nacer de la tierra todo árbol delicioso á la vista, y bueno para comer: también el árbol de vida en medio del huerto, y el árbol de ciencia del bien y del mal. / Y salía de Edén un río para regar el huerto, y de allí se repartía en cuatro ramales. / El nombre del uno era Pisón: éste es el que cerca toda la tierra de Havilah, donde hay oro: / Y el oro de aquella tierra es bueno: hay allí también bdelio y piedra cornerina. / El nombre del segundo río es Gihón: éste es el que rodea toda la tierra de Etiopía. / Y el nombre del tercer río es Hiddekel: éste es el que va delante de Asiria. Y el cuarto río es el Éufrates.
Capítulo II del Génesis

En el cuadro del Bosco pueden verse, en efecto, todo tipo de frutas y árboles, así como, en la parte superior, los cuatro ríos del paraíso, incluido Pisón, con una construcción con extrañas flores doradas y Geón con una colonia de monos, y los otros dos ríos aludiendo a los ríos de Mesopotamia. Se estaría representando el paraíso tal y como, según el cristianismo, lo creó Dios, pero no como el lugar en que pecó Eva, sino como el paraíso ideal, el que hubiera debido ser si Eva no hubiera pecado sino seguido las órdenes de Dios: «Fructificad y multiplicad, y henchid la tierra, y sojuzgadla; comeréis toda hierba que da simiente y todo árbol en que hay fruto de árbol que da simiente» (Génesis, 1:28-29), por ello las personas que aparecen están desnudas y no sienten por ello rubor alguno (cfr. Génesis, 2:25).
La figura del personaje que quizás sea Juan el Bautista señalaría admonitoriamente que ese es el mundo descrito por Dios, poblado por una multitud de felices inocentes, que no pudo llegar a existir debido a la caída, y por ello sitúa a la culpable, Eva, encerrada en una cueva y con un escudo de cristal.
Un estudio de 2016 ha vuelto a poner de relieve la supuesta "falta de base científica" de la interpretación esotérica de Fraenger. Este último estudio se aparta en definitiva de la lectura tradicional, que cronológicamente iría de la "Creación del Mundo" (solapas cerradas) a la "Amenaza del Infierno" (solapa izquierda abierta, a la derecha del espectador), pasando por el "Paraíso Perdido" (solapa derecha abierta, a nuestra izquierda) y la "Vida terrenal prediluviana" (panel central). Corrobora -como punto de partida para la lectura de este tríptico- la interpretación contemporánea de Jean Wirth, seguida por Frédéric Elsig y Hans Belting: la de la visión de la realidad de un presente infernal. Así pues, el tríptico abierto debe leerse de manera cronológica, no de izquierda a derecha, sino de derecha a izquierda, desde la descripción infernal de la condición humana caótica y dispersa (panel izquierdo abierto, a nuestra derecha) hasta la unidad reencontrada en la reintegración por el principio masculino del principio femenino (panel derecho abierto, a nuestra izquierda), pasando por un vasto ritual de transmutación que parece una nebulosa, alias la "fiesta de las metamorfosis" (panel central). Además, se sostiene la tesis de que el Bosco invirtió de modo deliberado la disposición física y estructural de los dos paneles laterales. La retroversión pura y simple de estos dos paneles es la única manera de devolver al tríptico su coherencia espacio-temporal original, restableciendo una lectura cronológica de izquierda a derecha. De este modo, se restablece una verdadera continuidad espacial, topográfica, estilística y cromática entre los dos paneles laterales y el panel central. Además, las tres piezas de este tríptico se comportan ahora como vasos comunicantes, en perpetuo movimiento de vórtice. Se dice que esta inversión fue creada ex profeso por Jerónimo Bosch para desdibujar las líneas de su manifiesto pictórico, tan heterodoxo y subversivo, por no decir herético, a los ojos de la Iglesia católica romana de su época.

### Panel derecho:El infierno

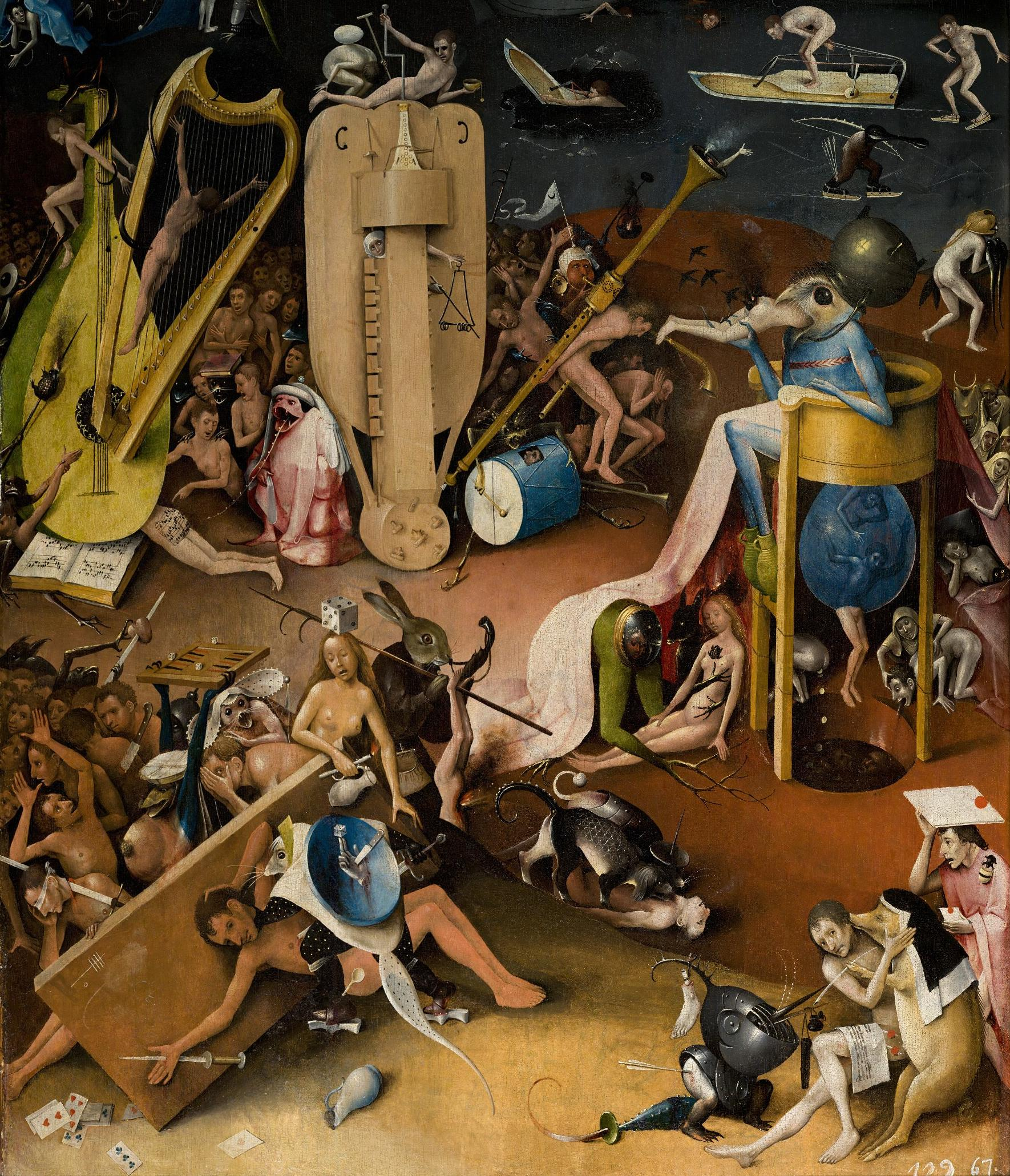
infierno musical.

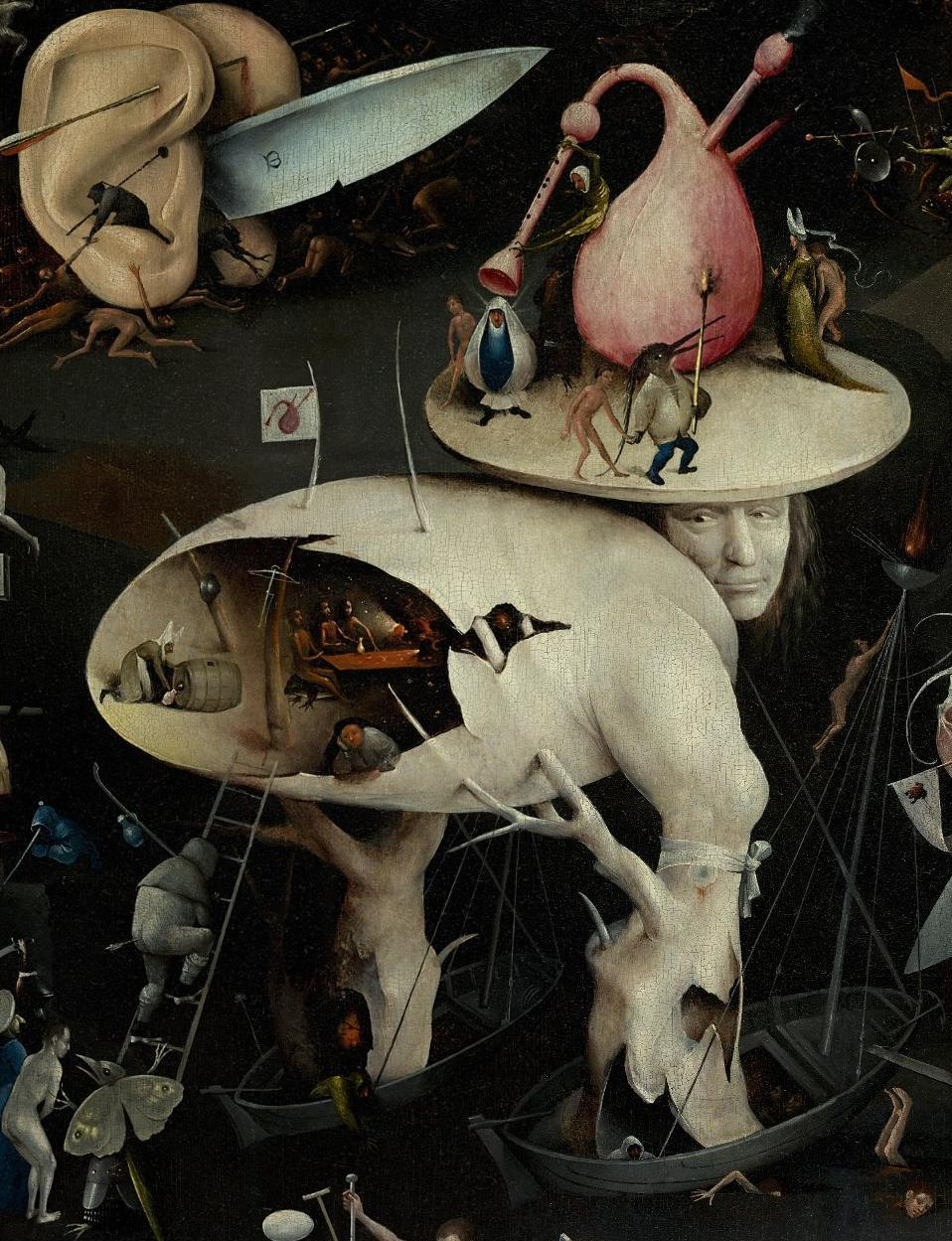
Detalle del hombre-árbol.

El postigo de la derecha representa el infierno. Mide 220 cm de alto por 97,5 de ancho.
También es conocido como El infierno musical por las múltiples representaciones de instrumentos musicales que aparecen. Se ignora por qué el Bosco asocia la música con el pecado. Están pintados los tormentos del infierno, a los que está expuesta la Humanidad. Describe un mundo onírico, demoníaco, opresivo y de innumerables tormentos. Es una tabla muy sombría en comparación con el colorido de las otras dos tablas: tonos lívidos del infierno de hielo, vivas llamas del infierno de fuego. La tabla se puede dividir en tres niveles:
En el nivel superior se ve la típica imagen del infierno, con fuego y torturas. Las arquitecturas están sumidas en extrañas iluminaciones fosforescentes. Ese incendio, que representa el paisaje nocturno de una ciudad en llamas, se ha relacionado con un trauma del pintor, que vio cuando era niño como su localidad natal era pasto del fuego. Estas representaciones de ciudades en llamas se pueden ver en otros cuadros del autor. La atmósfera resulta totalmente demoníaca. La crítica parece coincidir en que el cuchillo unido a las dos orejas es un genital masculino, mientras que la gaita que un monstruo sostiene sobre la cabeza, podría ser un elemento homosexual o, tal vez, femenino.
En la parte central aparece un mundo onírico, con criaturas fantásticas, y cuya figura central en un «hombre-árbol», conocido también por un dibujo autógrafo del Museo Albertina de Viena. El hombre-árbol mira directamente al espectador. Se ha interpretado en numerosas ocasiones como el rostro del propio artista y que con un torpe vendaje intenta ocultar una llaga. Sobre su cabeza lleva un disco, en el que bailan pequeños monstruos junto a una gran gaita con forma de alambique. Sus brazos son como troncos de árbol y están descansando sobre barcas. Su tórax está abierto y hueco como una cáscara de huevo, y en su interior hay más seres (también debajo de él vemos un personaje que sube la escalera con una flecha incrustada en sus nalgas, como una posible alusión a la lujuria). Debajo de él, hay un lago helado sobre el que patinan algunos condenados mientras el hielo se resquebraja. En la Edad Media se consideraba el contraste entre el frío y el calor como una de las torturas del infierno. Destaca un personaje con cabeza de ave, sentado en una letrina, con una olla en la cabeza y dos ánforas en los pies, elementos de cocina que pueden aludir a la gula. Se piensa que podría ser Satanás tragándose a los condenados y defecándolos en un pozo negro en el que otros personajes vomitan inmundicias o defecan monedas (ésto último, quizás, como alusión a la avaricia). Bajo el manto de Satanás, una mujer desnuda sujetada por un demonio es forzada a mirarse en un espejo convexo colocado en las nalgas de otro demonio, aludiendo al pecado de la soberbia. Ya en el límite de la tabla, vemos a un hombre durmiendo junto a un demonio con grandes ojos, tal vez, como una alusión a sus pesadillas. A la derecha del hombre-árbol, un caballero es despedazado y devorado por una manada de perros demoníacos, sosteniendo una bandera cuyo estandarte figura un sapo, fiel servidor del demonio.
En la parte inferior a la izquierda aparece un grupo de jugadores (hay dados, naipes, tablero de backgammon, una mujer desnuda portando una jarra) atormentados y torturados por demonios en medio de un gran caos, todo lo cual alude a la lujuria, la pereza y la gula.  A la derecha, se ve a un hombre abrazado por un cerdo con velo de monja, tal vez aludiendo a la lujuria; detrás de ellos, aparece otro hombre de ropajes rosados el cual, modo de broche, lleva un sapo, animal asociado tradicionalmente como símbolo de la maldad y el demonio.

## Estilo
Estos cuadros parecen una censura implacable, pero su inacabable fantasía, y el encuadre poético los hace, a pesar de todo, divertidos y optimistas. Su ironía y burla del mundo se contraponen al realismo hierático de Jan van Eyck.
- El objetivo parece ser el de moralizar, a base de ácidas críticas, que recuerdan a la tradición medieval que se servía de la deformación y la caricatura para revelar la malicia de sus personajes. Esta es la opinión tradicional, como considera su primer analista, el padre José de Sigüenza (1605):

La diferencia entre las pinturas del Bosco y las de otros es que los demás procuraron pintar al hombre cual parece por de fuera; éste sólo se atrevió a pintarle cual es por dentro (...) Los cuadros del Bosco no son disparates, sino unos libros de gran prudencia y artificio, y sí disparates son los nuestros, no los suyos, y, por decirlo de una vez, es una sátira pintada de los pecados y desvaríos de los hombres.

- Recursos pictóricos: No obstante, el Bosco, supera a sus referencias gracias al bagaje heredado de los Van Eyck y otros pintores flamencos, que le proporcionaron numerosas herramientas pictóricas. A la crudeza medieval se añade, ahora, una visión poética, gracias a los recursos en los que el Bosco era un maestro: fue un gran dibujante, un maestro del color del claroscuro, del tratamiento de la luz y de la perspectiva. El paisaje (los hay luminosos o crepusculares), que a pesar de ser irreal es siempre lírico. El claro cromatismo del ala izquierda y de la tabla central se ha comparado con miniaturas persas (L. v. Puyvelde), mientras que la grandiosa representación nocturna de la parte superior del infierno anuncia las escenas de noche de los siglos XVI y XVII.[5]

- Composición: Es en apariencia caótica, con multitud de escenas colocadas sin obedecer a una ordenación espacial clara, aunque en todas las escenas parecen existir grandes objetos que actúan como ejes organizadores (las fuentes en la primera tabla, los estanques en la segunda, y el hombre-árbol y la zanfona en la tercera). Coloca siempre la línea del horizonte muy alta para lograr profundidad y poder poner sucesivos planos que, a pesar de su independencia, se funden unos con otros. A pesar de estar compuesto por numerosos pequeños detalles, el tríptico se basa en una composición muy reflexionada. El paraíso y la tierra están unidos por la misma claridad y un mismo horizonte, repitiéndose en ellas la estructura circular y las lagunas. No obstante, el infierno es distinto, nocturno, desesperanzado.[5]

## El autor

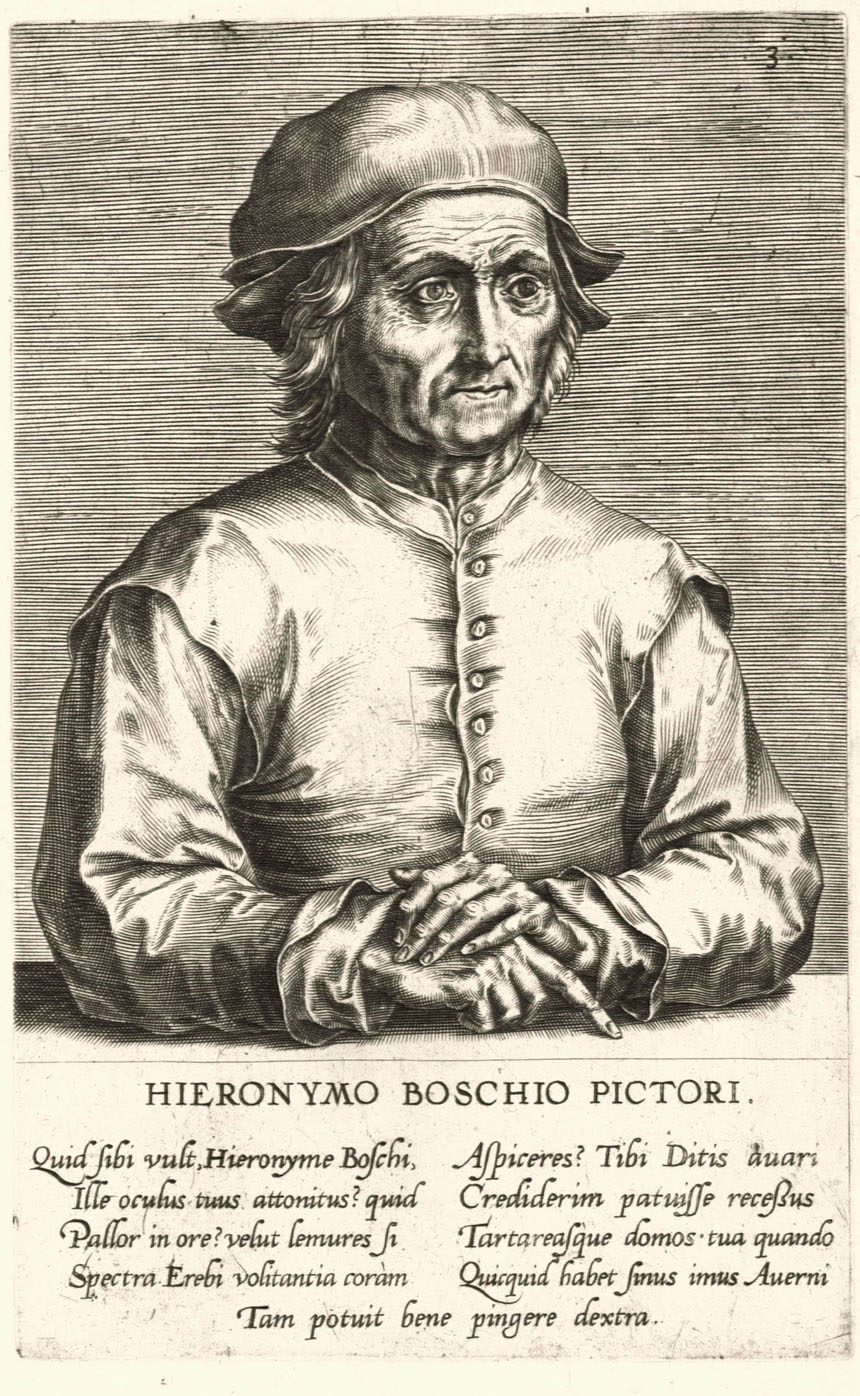
Retrato de El Bosco realizado por Cornelis Cort

El Bosco (1450-1516) se llamaba Jheronimus van Aken, apodado Bosch (por su lugar de nacimiento, 's-Hertogenbosch, en Holanda, coloquialmente llamado Den Bosch y en castellano Bolduque), tuvo una vida acomodada, ya que se casó con una mujer adinerada (Aleyt van Mervende). Hombre piadoso, miembro de la más prestigiosa cofradía local dedicada al culto de la Virgen María, compartía las preocupaciones en materia de religión, pecado y sexo manifestadas en el movimiento coetáneo de la devotio moderna, extendida por los Países Bajos.

## Legado y referencias en la cultura popular
Dada la particularidad de sus obras y su figura única como artista visionario, la influencia del Bosco no se extendió tan ampliamente como lo hizo para otros artistas contemporáneos.
Sin embargo, se pueden encontrar obras que contienen citas de El jardín de las delicias en artistas posteriores. Pieter Brueghel el Viejo, en particular, reconoció directamente al Bosco como una influencia e inspiración artística clave, incorporando muchos elementos del panel derecho del Jardín en varias de sus obras. Dulle Griet, una obra del pintor de Breda, representa a una misteriosa campesina, quizás una bruja, liderando una procesión de seres monstruosos, mientras que en el fondo cobran vida escenas de saqueos y asaltos por parte de mujeres, todo ello con un telón de fondo infernal. El triunfo de la Muerte, otra famosa obra de Brueghel, también en el Museo del Prado, evoca claramente las catastróficas visiones del infierno del Bosco, haciéndose eco de su imaginación desenfrenada y sus fascinantes colores.
La obra del Bosco también tuvo influencia en el surrealismo. El campo labrado de Joan Miró presenta varios paralelismos con El jardín de las delicias, principalmente bandadas de aves y seres hibridos, estanques de los que emergen criaturas vivientes, y enormes orejas incorpóreas que evocan la obra del maestro flamenco. El gran masturbador de Salvador Dalí es similar a la roca antropomorfa del panel izquierdo del tríptico.
Varios detalles del panel derecho de El jardín de las delicias fueron usados como portadas de los álbumes Deep Purple de la banda homónima e Into the Pandemonium de Celtic Frost.